# Bay City (Texas)
Bay City és una població dels Estats Units a l'estat de Texas. Segons el cens del 2000 tenia 18.667 habitants.

## Demografia
Segons el cens del 2000, Bay City tenia 18.667 habitants, 6.912 habitatges, i 4.769 famílies. La densitat de població era de 847,9 habitants/km².
Dels 6.912 habitatges en un 37,9% hi vivien nens de menys de 18 anys, en un 48% hi vivien parelles casades, en un 16,1% dones solteres, i en un 31% no eren unitats familiars. En el 27,1% dels habitatges hi vivien persones soles el 10,5% de les quals corresponia a persones de 65 anys o més que vivien soles. El nombre mitjà de persones vivint en cada habitatge era de 2,66 i el nombre mitjà de persones que vivien en cada família era de 3,25.
Per edats la població es repartia de la següent manera: un 30,9% tenia menys de 18 anys, un 9,8% entre 18 i 24, un 28,2% entre 25 i 44, un 20% de 45 a 60 i un 11,1% 65 anys o més.
L'edat mediana era de 32 anys. Per cada 100 dones de 18 o més anys hi havia 91,1 homes.
La renda mediana per habitatge era de 30.446 $ i la renda mediana per família de 39.281 $. Els homes tenien una renda mediana de 38.202 $ mentre que les dones 23.058 $. La renda per capita de la població era de 15.284 $. Aproximadament el 18,3% de les famílies i el 21,4% de la població estaven per davall del llindar de pobresa.

## Poblacions més properes
El següent diagrama mostra les poblacions més properes.